# 영화초등학교 본관동
영화초등학교 본관동(永化初等學校 本館棟)은 인천광역시 동구 창영동, 영화초등학교에 있는 일제강점기의 건축물이다. 2001년 4월 2일 인천광역시의 유형문화재 제39호로 지정되었다.

## 개요
선교의 목적을 신식교육을 위해 설립된 영화학교의 현교사는 1909년 우각현의 대지 1,226평을 사들이고 연면적 212평의 3층교사를 1910년 3월30일에 착공하여 1911년 9월14일에 완공하였다.
현위치는 동쪽 언덕 위에 여선교사합숙소(현, 인천기독교사회복지관)과 남선교사합숙소(구, 동인천세무소청사), 아펜젤러 사택(현, 변전소) 부근에 있으며 특히 여선교사합숙소와 근접하여 건립된 이유로는 당시의 교사들이 대부분 여선교사들이었기 때문으로 추정한다.
교사의 배치는 언덕 위의 높은 층으로 인하여 주위의 전망을 탁 트이게하고 남쪽에 운동장을 두어 당시로는 드문 조망조건을 가졌던 것으로 보인다.
건립당시에 설치되었던 지하실의 보일러 및 스팀장치는 흔적이 없으나 2개의 굴뚝이 건물의 벽체에 붙어서 설치되었기 때문에 이를 반증하고 있다.
이 건물은 현관부분을 돌출시킨 십자가 형태를 띠고 있었으나 1954년 건물입구쪽의 돌출부분을 증축하여 흔적만 남아있다.
증축된 부분들을 제외하고 원형 그대로 잘 보존되어 있으며 평균 227×109×59크기의 재래식 벽돌을 이용한 적벽돌 구조의 건물이다.
벽돌쌓기는 모서리 또는 끝에서 반절을 쓰지 않고 칠오토막을 써서 길이쌓기의 켠 다음에 마구리 쌓기를 하여 마무리는 화란식쌓기이다.
지붕면은 각각의 방향으로도 별도로 각각의 박공형식이며 양식풍의 특성을 띠며 지붕재료는 처음에 양철이었으나 현재는 슬레이트 기와로 되어있다.
1,2층의 창은 평균너비 950mm, 높이1,800mm 또는 1,900mm인 오르내리창으로 추는 창 한짝에 좌,우 2개로 하고 창은 상,하 2짝이 오르내리게 하였다.
남측 정면에는 오르내리창 형식의 붙박이창이, 동서북측의 지붕면에는 여닫이 형식으로 된 돌출창이 환기와 채광 등의 목적으로 설치되어 건물의 외관을 다양하게 만드는 주요한 요소로 작용하고 있다.
현관문은 미서기 문으로서 간결하고 현재는 베란다를 만들었지만 건립 당시에는 아치형태이었다.
1,2층의 창은 상하의 창틀이 화강암인 오르내리창이고 주철 도르래를 달아 움직였으며 각 방향에 있는 창문의 수와 크기는 일정하였다

## 같이 보기
- 영화초등학교

## 참고 자료
- 영화초등학교본관동 - 국가유산청 국가유산포털